# Hiro Yamagata
Hiro Yamagata (geboren als 山形 博導 Hiromichi Yamagata am 30. Mai 1948 in Maihara in der Präfektur Shiga, Japan) ist ein Maler und Künstler, der in Los Angeles, Kalifornien, lebt.
Als Siebdruckkünstler ist er für die Verwendung von leuchtenden Farben in seinen Werken bekannt. In jüngster Zeit wurde er zudem zum Pionier beim Einsatz von Laser- und Hologrammtechnik in der Kunst.

## Leben in Japan
Yamagata ist das dritte Kind und hat fünf Geschwister. Sein Vater führte ein Holzgeschäft. Während seiner Zeit an der High School zwischen 1964 und 1967 gewann er Preise und begann, in seinen Arbeiten Licht zu verwenden. Im Jahr 1967 wurde er Schüler von Masachika Sugimura, bevor er nach Tokio zog, wo er zunächst in einem Geschäft für Künstlermaterialien und später als Illustrator und Designer für eine Werbefirma arbeitete.
1972 gründete er zusammen mit Yuhji Itsumi, Youichi Sai und Takeshi Shino das Unternehmen JIM in Shibuya, Tokio. 

## Leben in Europa
Im Jahr 1972 zog er nach Mailand, um mit einer Freundin zusammenzuleben. Als die Beziehung endete, beschloss er, nach Paris zu ziehen und studierte an der École des Beaux Arts. Seine erste Einzelausstellung fand 1973 in Wien statt. Die meisten seiner Werke Mitte der 1970er Jahre sind Aquarelle und Ölgemälde. Er war fasziniert vom Jazz und organisierte auf eigene Kosten Veranstaltungen in diesem Musikstil. 1974 wurde in einem Pariser Theater eine Installation mit Lasern gezeigt. 

## Leben in den USA

### 1980er Jahre

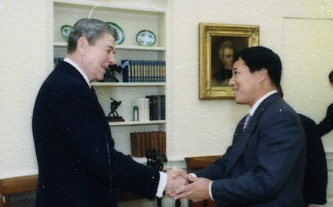
Yamagata besucht 1988 den Präsidenten Ronald Reagan zur Besprechung seines Porträts

Im Jahr 1978 zog Yamagata nach Los Angeles und begann, leuchtende Siebdruckfarben in seinen Werken zu verwenden.
In den 1980er Jahren schuf er Werke für die Zweihundertjahrfeier der Luft- und Raumfahrt (1983), die Olympischen Spiele 1984, den hundertsten Jahrestag der Statue of Liberty (1986), die Gedenkstätte der Australia Foundation (1988) und den hundertsten Jahrestag des Eiffelturms (1988). Im Jahr 1988 fertigte er das offizielle Porträt von US-Präsident Ronald Reagan an und begann in Zusammenarbeit mit Jack Nicklaus eine Serie von Werken über den Golfsport. Er beteiligte sich an dem Wohltätigkeitsprojekt „Very Special Arts“, und eine Ausstellung seiner Werke tourte durch Tokio, Osaka, Nagoya, Yokohama und Fukuoka in Japan. 1987 veröffentlichte er ein Buch über seine Arbeiten.
Im Jahr 1987 gründete er die Yamagata Foundation und veranstaltete in Zusammenarbeit mit der Kennedy Foundation eine Wohltätigkeitsveranstaltung für körperlich benachteiligte Menschen. Er spendete alle Verkäufe seines Werks „Fireworks“ an die Internationale Rotkreuzgesellschaft zur Unterstützung der Erdbebenopfer von San Francisco.
Mitte der 1980er Jahre entdeckte er beim Besuch einer Galerie in Beverly Hills, die seine Werke exklusiv verkaufte, in einer Galerie in der Nähe Fälschungen seiner Werke von Tony Tetro, der 1989 nach einem mehrjährigen Prozess zu einer Gefängnisstrafe verurteilt wurde.

### 1990er Jahre
Das Buch „Yamagata“ über das Werk des Künstlers wurde mit Texten von Arnold Schwarzenegger 1990 veröffentlicht. Einige der Werke in dem Buch wurden durch die Geburt seines Sohnes Yuta inspiriert, der später als Leadsänger der japanischen Hip-Hop-Gruppe Yuta and the Bushido Boys bekannt wurde.
In den 1990er Jahren schuf Yamagata offizielle Kunstwerke für die Feierlichkeiten zum 200-jährigen Jubiläum der Auswanderung nach Amerika (1990), die Freiheitskampagne in Berlin (1990), den 500. Jahrestag des ersten Kontakts von Kolumbus mit der Neuen Welt (1991), die 3. IAAF Leichtathletik-Weltmeisterschaften in Osaka (1991), die Olympischen Spiele in Barcelona (1992), die 1200-Jahr-Feier in Kyoto (1992) und die Olympischen Spiele in Atlanta (1995).
Auf Anregung des Beat-Poeten Allen Ginsberg gewährte Yamagata dem Dichter Gregory Corso ab 1992 ein monatliches Stipendium, das Corso für den Rest seines Lebens ein Auskommen ermöglichte.
Er hatte 1990 eine Einzelausstellung im Nationalen Kunstmuseum von Mexiko-Stadt und nahm 1993 an der Wohltätigkeitsveranstaltung „Very Special Arts“ teil. Er stellte die „neue Golf-Serie“ aus, die in Zusammenarbeit mit Jack Nicklaus entstand.
Er war auch Produktionsdesigner für zwei Filme, die von seinem Freund Franco Columbu produziert wurden. „Beretta's Island“ (1992) und „Doublecross on Costa's Island“ (1997). Beide Filme wurden auf Sardinien und in Los Angeles gedreht.
1994 begann Yamagata, mit Allen Ginsberg einen Dokumentarfilm über die Beat-Generation zu drehen. In der Los Angeles Municipal Art Gallery stellte er sein Gemälde „Earthly Paradise“ auf einem Mercedes-Benz-Oldtimer als Beschreibung der Schönheit der Natur aus. Dieses Werk wurde von dem Kunstkritiker Sam Hunter benannt. Glen Ginsberg schrieb für die Ausstellung eine Beschreibung des Autos als „Hiro Yamagatas Geist, das Automobil des 20. Jahrhunderts“. In diesem Jahr wurde auch „Hiro Yamagata's all prints collection“ veröffentlicht. Die Ausstellung Earthly Paradise wurde 1995 in Hakone, Venedig, Monte-Carlo, Montecatini und Tirino, 1996 in Stockholm, 1997 in Wien und 1998 in Rom gezeigt. 1997 veranstaltete Yamagata in der Fred Hoffman Fine Art Gallery eine Ausstellung mit dem Titel „Element - A Laser Installation“. Er zeigte ein Werk aus „Earthly Paradise“, das mit Lasertechnik für die Dekoration des Balls des Gouverneurs bei der Oscar-Verleihung hergestellt wurde. 1998 hatte er die Ausstellung „Sculpture of Lightmit Laserinstallationen“ in der First St. Bridge in Los Angeles. In diesem Jahr gab Yamagata der japanischen Rundfunkgesellschaft NHK ein Interview und unternahm seine erste Reise nach China. Auf dieser Reise schuf er ein Werk, das vom Taoismus beeinflusst war. Außerdem begann er in diesem Jahr mit einem Werk über den japanischen Geist, die „Essenz Japans“. Er entwarf eine Serie von 80-Yen-Briefmarken, „Omotya no Cha-cha-cha“, die vom japanischen Ministerium für Post und Telekommunikation herausgegeben wurden.
1999 wurde Yamagatas Ausstellung American Lips in der Marlborough Gallery in New York gezeigt. Er produzierte auch einen Dokumentarfilm über die Beat Generation, „The Source“, der im Museum of Contemporary Art in Los Angeles und New York City gezeigt wurde. Er führte die Laserinstallation Laumeier Lights im Laumeier Sculpture Park in St. Louis, Missouri, durch, außerdem fertigte er ein offizielles Werk für den zweihundertsten Jahrestag der Gründung des Weißen Hauses an. In diesem Jahr besuchte er Tibet wegen eines Interviews des Fernsehsenders Asahi. Danach begann er mit der Entwicklung der Serie „Die Ewigkeit der Seidenstraße“. Außerdem wurde das PlayStation-Spiel „YAMAGATA Digital Museum“ veröffentlicht, für dessen musikalischen Teil Hideki Tougi verantwortlich zeichnete.

### 2000er Jahre
Im Jahr 2000 nahm Yamagata an der Laserinstallations-Gruppenausstellung „An Active Life“ im Contemporary Arts Center in Cincinnati, Ohio, teil. In diesem Jahr veranstaltete er die „Solar System Installations, Project 1“ im Yamagata Studio in Malibu. Im Jahr 2000 wurde er von der Grammy-Stiftung zum offiziellen Künstler der Grammy Awards ernannt.
Im Jahr 2001 zeigte Yamagata die Laserinstallation „NGC6093“ in der Ace Gallery in New York und die Laserinstallation „Photon 999“ im Guggenheim Museum Bilbao in Spanien.
2002 stellte Yamagata an der Pepperdine University eine Laserinstallation mit dem Titel „Quantum Induction“ aus. Seine Ausstellung im Ace, New York, im Jahr 2002 wurde von „Art in America“ als „atemberaubend“ bezeichnet.
2003 veranstaltete Yamagata eine Ausstellung in Zusammenarbeit mit der NASA, „Art&SPACE exhibition - Hiro Yamagata and the world of NASA“ im Seehafen von Yokohama. Seine Arbeit in dieser Ausstellung fand in einem Innenraum statt und bestand aus Laserreflexionen unzähliger Würfel, die von der Decke zweier riesiger kubischer Strukturen hingen, die von Hologrammen umgeben waren. Die Besucher dieser Ausstellung setzten polarisierende Brillen auf, um das Werk zu sehen. Die Ausstellung wurde jedoch früher als geplant beendet, da die Besucherzahl, wohl aufgrund einer falschen Beschreibung in der Ankündigung, nicht so groß waren wie erhofft. Später stellte Yamagata im COSI Columbus Science Museum in Ohio eine Laserinstallation mit dem Titel „Super Nova 3“ aus. Außerdem nahm er an der Veranstaltung „300. Jahrestag der Stadtverwaltung von Sankt-Peterburg, eine Nacht der Klänge und des Lichts“ teil, um seine Laserinstallation zu zeigen. In diesem Jahr veranstaltete er auch die Ausstellung „Hiro Yamagata Original Pictures“ in Okinawa.
2004 zeigte Yamagata im Guggenheim Museum Bilbao, Spanien, die Laserinstallation „Quantum Field X3“. In dieser Ausstellung reflektierte und beleuchtete der Laser, der von einem Hügel neben dem Museum ausging, zwei Gebäudewände, die von Hologrammen umgeben waren, die sich außerhalb des Museums befanden. 
Im Jahr 2005 schlug Yamagata eine groß angelegte holografische Nachbildung der zerstörten Buddha-Statue in den archäologischen Überresten des Bamiyan-Tals in Afghanistan vor. Der Vorschlag sah vor, die tagsüber gewonnene Solarenergie zu nutzen, um nach Sonnenuntergang eine Laserinstallation zu betreiben, und sollte 60.000.000 $ kosten. In diesem Jahr zeigte er seine Laserinstallation bei einer Gala im Geffen Contemporary Museum in L.A. Außerdem nahm Yamagata an der Veranstaltung „METTRIPPIN“ teil, bei der Laserinstallation und Elektromusik zusammenwirkten, und präsentierte sein Werk „Theory Six“. Er nahm auch am „Earth, Water, Fire and Air Festival“ im Castle of Good Hope in Kapstadt, Südafrika, teil, wo er fast 200 Spiegel installierte, die Laserstrahlen rund um das Gebäude und über die Stadt reflektierten. Ebenfalls 2005 fungierte er als ausführender Produzent für Sydney Pollacks Dokumentarfilm Sketches of Frank Gehry, der auf dem Toronto Film Festival uraufgeführt wurde.
2006 hatte Yamagata eine Ausstellung mit dem Titel „Air“ im Torrance Art Museum in Los Angeles. Außerdem zeigte er seine Installation „Sculptor of Light“ in den Buschlen Mowatt Galleries in Palm Desert.
Im Jahr 2007 stellte Yamagata bei Gehry Partners in Los Angeles die Ausstellung „Transient“ aus. Das Werk bestand aus Tuschezeichnungen auf Leinwand. 2010 stellte er Reispapiercollagen in der Ausstellung „Atmosphere“ im Tenri Cultural Institute in New York aus. 2011 folgte eine Ausstellung in der Fine Art Society in London.

## Ehrenbürgerschaften
- Ehrenbürger von Warwick (Rhode Island)
- Ehrenbürger von Los Angeles